# Sigmar Polke
Sigmar Polke (Oels, Baixa Silésia, 13 de Fevereiro de 1941 — Colónia, 10 de Junho de 2010) foi um pintor e fotógrafo alemão. Polke experimentou com uma ampla variedade de estilos, assuntos e materiais durante a sua carreira. Na década de 1970, concentrou-se na fotografia, regressando à pintura na década de 1980, quando produziu obras abstractas criadas ao acaso por meio de reacções químicas entre tintas e outros produtos. Nos últimos 20 anos da sua vida produziu pinturas focadas na sua percepção de acontecimentos históricos.

## Biografia
Polke nasceu em Oels, na Baixa Silésia. Depois da Segunda Guerra Mundial, a sua família passou a viver na República Democrática Alemã, criada em 1949. Emigrou com a família para a Alemanha Ocidental em 1953, viajando primeiro para Berlim Ocidental e depois para Düsseldorf.
Trabalhou como aprendiz de pintura em vidro numa oficina em Kaiserswerth (Düsseldorf). De 1961 a 1967 estudou na Academia de Arte de Düsseldorf, tendo como professores Karl Otto Götz, Gerhard Hoehme e Joseph Beuys.
Em 1963, Polke fundou, com Gerhard Richter e Konrad Lueg, o chamado realismo capitalista, uma tendência pictórica dentro da arte pop. Foi um antiestilo de arte que se apropriou da linguagem da publicidade, e que está relacionado com o realismo socialista, então a doutrina artística oficial da União Soviética e dos regimes comunistas da Europa de Leste. Trata de forma irónica a doutrina artística do capitalismo ocidental, ligada à sociedade de consumo.
As suas obras reflectem ironicamente a manipulação dos média, utilizam elementos da pintura contemporânea, mas também da cultura de massas, como o kitsch ou a publicidade. Realizou pinturas que, com tratamento especial, mudam de cor ao reagir à poluição ambiental. A partir de 1965 fez variações de obras clássicas ou contemporâneas de autores como Albrecht Dürer ou Wassily Kandinsky, imitações de arte povera e de obras conceptuais. A partir de 1991 é lançada a sua série Neue Bilder (Novas Imagens).
O elemento anarquista do trabalho de Polke é em grande parte gerado pela sua abordagem inconstante. A sua irreverência para com as técnicas e materiais tradicionais da pintura e a sua falta de fidelidade a qualquer forma de representação estabeleceram a sua reputação, agora respeitada, como um revolucionário visual. A sua obra Paganini, uma expressão da “dificuldade de exorcizar os demônios do nazismo” – completa com suásticas escondidas – é típica da tendência de Polke de acumular uma série de médias diferentes dentro da mesma tela. Não é incomum que Polke combine tintas e materiais domésticos, com lacas, pigmentos, serigrafias e revestimentos com transparências numa só peça. Uma “narrativa complicada” está frequentemente implícita na pintura em múltiplas camadas, dando o efeito de testemunhar a projecção de uma alucinação ou sonho com uma série de véus.
Polke foi também fotógrafo, embarcando numa série de viagens à volta do mundo durante a década de 1970, fotografando no Paquistão, Paris, Nova Iorque, Afeganistão e Brasil. 
Foi professor na Escola de Belas Artes de Hamburgo em 1970-1971 e de 1977 a 1991. Participou nas exposições da da documenta V-VII de Kassel (1972-1982).
Em 1978 estabeleceu-se em Colónia, onde continuou a viver e trabalhar até à sua morte em 2010, aos 69 anos, devido a complicações do cancro.

## Mercado de arte
A sua paisagem Selva (1967), para a qual usou pontos de Benday de um jornal, num estilo semelhante ao de Roy Lichtenstein, foi vendida de uma colecção particular para um licitador anónimo por $9.2 milhões na Sotheby's, em 2011. A mesma obra foi vendida novamente por $27.130.000 em 2015, o actual recorde por uma sua obra no mercado de arte.